# تخلص
تَخَلُّص به دو معنی در میان اهل ادب معمول است. نخست نام یا کنیه‌ای هنری است که شاعران برای خود انتخاب می‌کنند. بسیاری از شاعران بزرگ زبان فارسی به تخلص خود معروف هستند. مانند نظامی (که نام او الیاس بن یوسف بود)، سعدی (که نام او به احتمال زیاد مشرف‌الدین بود)، حافظ (که نام او شمس الدین محمد بود). ولی مولوی تخلص شخصی‌اش «خمش» یا «خاموش» بود و بسیاری از مواقع نیز به خاطر ارادت به شمس تبریزی «شمس» تخلص می‌کرد. به هرحال به تخلصش معروف نیست.
بسیار پیش می‌آید که در طول تاریخ چندین شاعر با یک تخلص وجود دارند. مثلاً چندین عطار یا چندین حافظ وجود دارد. گاهی هم شاعرانی هستند که دو یا سه تخلص دارند.
تخلص بیش از هرچیز در غزل کاربرد دارد و معمولاً شاعران التزام دارند که تخلص خود را در آخر غزل به نحوی بیاورند. (سنایی ظاهراً نخستین کسی‌است که خود را ملزم به آوردن تخلص در غزل کرده‌است. (در سی و پنچ درصد از غزلهایش)∗
گاه تخلص (یعنی خود لفظ تخلص) به معنای اصلی و نه برای اشاره مستقیم به شخص شاعر به کار می‌رود. مثلاً هوشنگ ابتهاج شاعر معاصر با تخلص «سایه» در بیت آخر یکی از غزلهایش به نام کهربا (۱۳۶۲) می‌گوید:
| سایهٔ او شدم، چون گریزم از او |  | در پی‌اش می‌روم تا کجا می‌کشد |

## تخلص در قصیده
این تخلص به معنی گریز زدن و منتقل شدن از تشبیب و پیش‌درآمد به اصل مقصود قصیده است. این گریز زدن به وسیلهٔ بیتی که آن را «بیت تخلص» می‌نامند، صورت می‌گیرد؛ حال اگر شاعر، این بیت را به زیبایی و گیرایی و مناسبت لطیف سروده و با مهارت و استادی از تشبیب به اصل موضوع قصیده انتقال یافته باشد، به کار او «حسن تخلص» می‌گویند.